# 1920年アントワープオリンピックのルクセンブルク選手団
1920年アントワープオリンピックのルクセンブルク選手団（1920ねんアントワープオリンピックのルクセンブルクせんしゅだん）は、1920年8月14日から9月12日にかけてベルギーのアントウェルペン州アントワープで開催された1920年アントワープオリンピックのルクセンブルク選手団、およびその競技結果。

## 概要
今大会は銀メダル1個を獲得した。

## メダル
| メダル | 選手名             | 競技     | 種目         |
| ------ | ------------------ | -------- | ------------ |
| 銀     | ジョセフ・アルジン | 重量挙げ | 男子ヘビー級 |